# 미마지
미마지(味摩之, ?~?)는 백제 무왕 때의 무용가이다. 
오(吳)나라에서 기악무(伎樂舞)를 배우고, 612년(무왕 13년)에 일본에 귀화하여 사쿠라이라는 곳에 머무르면서 소년들에게 기무(伎舞)를 가르쳐 후세에 전하게 하였다.